# Kutno
Kutno é um município da Polônia, na voivodia de Łódź e no condado de Kutno. Estende-se por uma área de 33,59 km², com 44 513 habitantes, segundo os censos de 2017, com uma densidade de 1 325,2 hab/km².